# Île aux Perroquets
Île aux Perroquets är en ö i Kanada.   Den ligger i provinsen Québec, i den östra delen av landet, 1 000 km nordost om huvudstaden Ottawa. Det är den västligaste ön i Archipel-de-Mingans nationalpark.